# Saguinus melanoleucus
El tamarino de manto blanco (Saguinus melanoleucus) es una especie de primate platirrino que habita en América del Sur. Se le encuentra en Brasil entre los ríos Yuruá y Tarauacá, en los estados de Acre y Amazonas. Es aún incierta la posibilidad de su existencia en el este del Perú, sugerida para las cabeceras del río Purús.

## Subespecies
- S. m. crandalli
- S. m. melanoleucus